# Collectanea Athanasiana
A Collectanea Athanasiana a Szent Atanáz Görögkatolikus Hittudományi Főiskola gondozásában megjelenő tudományos könyvsorozat.

## A sorozatról
A sorozatot 2008-ban alapította a Szent Atanáz Görögkatolikus Hittudományi Főiskola két tanára, Szabó Péter kánonjogász és Véghseő Tamás egyháztörténész azzal a céllal, hogy az intézmény publikációs eszköztárát kibővítsék és a keleti szent tudományok egyes területein jelentkező, különböző műfajú publikációknak egységes formai kereteket biztosítsanak. 2018-tól kezdődően a sorozatban jelennek meg a MTA-SzAGKHF Lendület Görögkatolikus Örökség Kutatócsoport kutatási eredményei is.
A Collectanea Athanasiana öt alsorozatból áll:
- I. Studia: Gyűjteményes kötetek, konferencia-kiadványok és monográfiák publikálására
- II. Textus/Fontes: A keleti katolikus egyházak történetére vonatkozó levéltári források kiadására és a keleti szent tudományok területén releváns forrásszövegek közreadására
- III. Manualia: A keleti szent tudományok egy-egy szakterületére vonatkozó kézikönyvek megjelentetésére
- IV. Institutiones: A Szent Atanáz Görögkatolikus Hittudományi Főiskola oktatási tevékenységéhez kapcsolódó tankönyvek és jegyzetek kiadására
- V. Varia: A fenti kategóriába nem illeszkedő kiadványok közreadására.
- VI. Ars Sacra byzantino-carpathiensis

A sorozat első kötete 2008-ban jelent meg, s a 2006-ban a Szent Atanáz Görögkatolikus Hittudományi Főiskolán De Camillis János József munkácsi püspök halálának 300. évfordulóján megrendezett nemzetközi konferencia anyagát tartalmazza.

## A sorozat eddig megjelent kötetei[2]
A különböző alsorozatokban 2024 októberéig  összesen ötvennégy kötet jelent meg.

### A Studia alsorozatban
1. Véghseő Tamás (szerk.): Rómából Hungáriába. A De Camillis János József munkácsi püspök halálának 300. évfordulóján rendezett konferencia tanulmányai, Nyíregyháza, 2008. 354 o. Collectanea Athanasiana - I. Studia vol. 1.
2. Véghseő, Tamás (a cura di): Da Roma in Hungaria. Atti del convegno nel terzo centenario della morte di Giovanni Giuseppe De Camillis, vescovo di Munkács/Mukačevo (1689–1706), Nyíregyháza 2009, 331 o. Collectanea Athanasiana - I. Studia vol. 2.
3. Véghseő Tamás (ed.): Symbolae. Ways of Greek Catholic heritage research. Papers of the conference held on the 100th anniversary of the death of Nikolaus Nilles, Nyíregyháza 2010, Collectanea Athanasiana - I. Studia vol. 3.
4. Véghseő Tamás: "...mint igaz egyházi ember..." A történelmi Munkácsi Egyházmegye görög katolikus egyházának létrejötte és 17. századi fejlődése, Nyíregyháza 2011, 189 o. Collectanea Athanasiana - I. Studia vol. 4.
5. Terdik Szilveszter: „…a mostani világnak ízlésse, és a rítusnak módja szerint” Adatok a magyarországi görög katolikusok művészetéhez, Nyíregyháza 2011, 191 o. Collectanea Athanasiana - I. Studia vol. 5.
6. Véghseő Tamás (szerk.): Bacsinszky András munkácsi püspök.  A Bacsinszky András munkácsi püspök halálának 200. évfordulóján rendezett konferencia tanulmányai, Nyíregyháza 2014, 288 o. Collectanea Athanasiana - I. Studia vol. 6.
7. Molnár Ferenc: A Munkácsi Egyházmegye 1848/49-ben. Tanulmányok és kronológia, Nyíregyháza 2014, 220 o. Collectanea Athanasiana - I. Studia vol. 7.
8. Marosi István (szerk.): „…a Munkácsi Egyházmegye fejedelme…” Tanulmányok és források Firczák Gyula munkácsi püspök munkásságának megismeréséhez, Nyíregyháza-Beregszász 2019, 400 o., Collectanea Athanasiana - I. Studia vol. 8.
9. Baán Izsák - Görföl Tibor - Nacsinák Gergely András - Ötvös Csaba: A Jézus-ima és a keleti szerzetesség. Imaélet a monostorban és azon kívül, Nyíregyháza 2018, 186 o. Collectanea Athanasiana - I. Studia vol. 9
10. Véghseő Tamás (szerk.): Hajdúdorog, 1868-2018. Tanulmányok és források a magyar görögkatolikusok történetéhez, Nyíregyháza 2019, 182 o. Collectanea Athanasiana - I. Studia vol. 10
11. Marosi István - Suslik Ádám (szerk.): Az első világháború és a görögkatolikusok. Tanulmánykötet, Nyíregyháza – Beregszász 2020, 186. o. Collectanea Athanasiana - I. Studia vol. 11
12. Nagy Kornél: Lembergben kezdődött.  Az örménykatolikus egyház születése. Nyíregyháza 2020, Collectanea Athanasiana - I. Studia vol. 12.
13. Véghseő Tamás: Unió, integráció, modernizáció. Tanulmányok a görögkatolikus egyház történetéhez. Nyíregyháza 2022. Collectanea Athanasiana - I. Studia vol. 13.
14. Véghseő Tamás: Bizánci rítus, katolikus hit, magyar identitás. Magyar görögkatolikusok. I. Történelem, Nyíregyháza, 2023, Collectanea Athanasiana, Studia, vol. 14.
15. Véghseő Tamás – Terdik Szilveszter: Hungarian Greek Catholics. A History from the Earliest Times to 1920 and the Development of Sacred Art. Nyíregyháza, 2023, Collectanea Athanasiana, I. Studia, 15.
16. Szabó Péter: Fejezetek a magyar görögkatolikus jogtörténetből. Jogforrások, kormányzati berendezkedés, rítustagság (1771-1972). Nyíregyháza, 2023, Collectanea Athanasiana, I. Studia, 16.
17. Terdik Szilveszter (szerk.): Mária-tisztelet és Mária-kegyhelyek Közép-Kelet-Európában a 18. században, Nyíregyháza, 2024. Collectanea Athanasiana, I. Studia, 17.

### A Textus/Fontes alsorozatban
- 1. A Keleti Egyházak Kánonjainak Törvénykönyve. Oktatási célú szövegkiadás. Fordította: Rihmer Zoltán Nyíregyháza 2011. Collectanea Athanasiana, II. Textus/Fontes vol. 1.
- 2. Véghseő Tamás - Nyirán János: Barkóczy Ferenc egri püspök kiadatlan instrukciója az Egri Egyházmegye területén élő görögkatolikusok számára (1749) - 19. századi kéziratos görögkatolikus szerkönyvek Nyírgyulajból és Fábiánházáról, Nyíregyháza 2012, Collectanea Athanasiana, II. Textus/Fontes vol. 2.
- 3. Baán István: Theofánisz Mavrogordátosz, paronaxiai érsek, munkácsi adminisztrátor, Nyíregyháza 2012, Collectanea Athanasiana, II. Textus/Fontes vol. 3.
- 4/1. Véghseő Tamás – Katkó Márton Áron: Források a magyar görögkatolikusok történetéhez, 1. kötet: 1778–1905, Nyíregyháza 2014, 608 p. Collectanea Athanasiana, II. Textus/Fontes vol. 4/1.
- 4/2. Véghseő Tamás – Katkó Márton Áron: Források a magyar görögkatolikusok történetéhez, 2. kötet: 1906-1912, Nyíregyháza 2019, 732 p. Collectanea Athanasiana, II. Textus/Fontes vol. 4/2.
- 4/3. Véghseő Tamás – Katkó Márton Áron: Források a magyar görögkatolikusok történetéhez, 3. kötet: 1912-1916, Nyíregyháza 2019, 856 p. Collectanea Athanasiana, II. Textus/Fontes vol. 4/3.
- 4/4. Véghseő Tamás: Források a magyar görögkatolikusok történetéhez, 4. kötet: 1917-1925, Nyíregyháza 2020, 810 p. Collectanea Athanasiana, II. Textus/Fontes vol. 4/4.
- 4/5. Véghseő Tamás: Források a magyar görögkatolikusok történetéhez, 5. kötet: 1926-1938, Nyíregyháza 2022, 702 p. Collectanea Athanasiana, II. Textus/Fontes vol. 4/5.
- 4/6. Véghseő Tamás: Források a magyar görögkatolikusok történetéhez, 6. kötet: 1939-1972, Nyíregyháza 2022, Collectanea Athanasiana, II. Textus/Fontes vol. 4/6.
- 5. Véghseő Tamás – Terdik Szilveszter – Simon Katalin: Források a magyarországi görögkatolikus parókiák történetéhez. Az egri egyházmegye területén szolgáló görögkatolikus papok 1741. évi javadalom-összeírása, Nyíregyháza 2014. 574 p. Collectanea Athanasiana, II. Textus/Fontes vol. 5.
- 6. Véghseő Tamás – Terdik Szilveszter: Források a magyarországi görögkatolikus parókiák történetéhez. Az 1747. évi javadalom-összeírás, Nyíregyháza 2015, 640 p. Collectanea Athanasiana, II. Textus/Fontes vol. 6.
- 7. Véghseő Tamás - Terdik Szilveszter - Majchrics Tiborné - Földvári Katalin - Simon Katalin - Lágler Éva: Források a magyarországi görögkatolikus parókiák történetéhez. Olsavszky Mihály Mánuel munkácsi püspök 1750–1752. évi egyházlátogatásainak iratai, Nyíregyháza, 2015, Collectanea Athanasiana, II. Textus/Fontes, vol. 7.

- 8/1. Véghseő Tamás - Terdik Szilveszter - Majchrics Tiborné - Földvári Katalin - Varga Anett - Lágler Éva: Források a magyarországi görögkatolikus parókiák történetéhez. Munkácsi és nagyváradi egyházmegyés parókiák összeírása 1774–1782 között. 1. Szabolcs, Bereg, Szatmár, Ugocsa vármegyék és a hajdúvárosok, Nyíregyháza,  2016. Collectanea Athanasiana, II. Textus/Fontes, vol. 8/1.
- 8/2. Véghseő Tamás – Terdik Szilveszter – Majchrics Tiborné – Földvári Katalin – Varga Anett – Lágler Éva: Források a magyarországi görögkatolikus parókiák történetéhez. Munkácsi és nagyváradi egyházmegyés parókiák összeírása 1774–1782 között. 2. Abaúj, Zemplén, Szepes, Máramaros vármegyék, Nyíregyháza,  2016. Collectanea Athanasiana, II. Textus/Fontes, vol. 8/2.
- 8/3. Véghseő Tamás – Terdik Szilveszter – Majchrics Tiborné – Földvári Katalin – Lágler Éva: Források a magyarországi görögkatolikus parókiák történetéhez. Munkácsi és nagyváradi egyházmegyés parókiák összeírása 1774–1782 között. 3. A Nagyváradi Egyházmegye, Nyíregyháza,  2016. Collectanea Athanasiana, II. Textus/Fontes, vol. 8/3.
- 9/1. Véghseő Tamás – Terdik Szilveszter – Majchrics Tiborné – Földvári Katalin – Varga Anett: Források a magyarországi görögkatolikus parókiák történetéhez. A munkácsi egyházmegye parókiarendezési iratai 1782–1787. 1. Hajdúvárosok, Szabolcs és Szatmár vármegyék, Nyíregyháza,  2017. Collectanea Athanasiana, II. Textus/Fontes, vol. 9/1
- 9/2. Véghseő Tamás – Terdik Szilveszter – Majchrics Tiborné – Földvári Katalin – Varga Anett – Lágler Éva: Források a magyarországi görögkatolikus parókiák történetéhez. A munkácsi egyházmegye parókiarendezési iratai 1782–1787. 2. Abaúj, Torna, Borsod és Gömör vármegyék, Nyíregyháza,  2017. Collectanea Athanasiana, II. Textus/Fontes, vol. 9/2
- 9/3. Véghseő Tamás – Terdik Szilveszter – Majchrics Tiborné – Földvári Katalin – Varga Anett – Lágler Éva: Források a magyarországi görögkatolikus parókiák történetéhez. A munkácsi egyházmegye parókiarendezési iratai 1782–1787. 3. Sáros és Ugocsa vármegyék, Nyíregyháza,  2017. Collectanea Athanasiana, II. Textus/Fontes, vol. 9/3
- 9/4. Véghseő Tamás – Terdik Szilveszter – Majchrics Tiborné – Földvári Katalin – Csorba Noémi: Források a magyarországi görögkatolikus parókiák történetéhez. A munkácsi egyházmegye parókiarendezési iratai 1782–1787. 4. Ung vármegye, Nyíregyháza,  2017. Collectanea Athanasiana, II. Textus/Fontes, vol. 9/4
- 9/5. Véghseő Tamás – Terdik Szilveszter – Majchrics Tiborné – Földvári Katalin – Ternovácz Adél – Faragó Dávid – Bachusz Dóra: Források a magyarországi görögkatolikus parókiák történetéhez. A munkácsi egyházmegye parókiarendezési iratai 1782–1787. 5. Bereg vármegye, Nyíregyháza,  2017. Collectanea Athanasiana, II. Textus/Fontes, vol. 9/5
- 9/6/A Véghseő Tamás – Terdik Szilveszter – Majchrics Tiborné – Földvári Katalin – Varga Anett – Lágler Éva – Rácz Balázs Viktor – Kis Iván – Borbás Benjámin: Források a magyarországi görögkatolikus parókiák történetéhez. A munkácsi egyházmegye parókiarendezési iratai 1782–1787. 6. Zemplén vármegye (első alkötet), Nyíregyháza,  2017. Collectanea Athanasiana, II. Textus/Fontes, vol. 9/6/A
- 9/6/B Véghseő Tamás – Terdik Szilveszter – Majchrics Tiborné – Földvári Katalin – Varga Anett – Lágler Éva – Rácz Balázs Viktor – Kis Iván – Borbás Benjámin: Források a magyarországi görögkatolikus parókiák történetéhez. A munkácsi egyházmegye parókiarendezési iratai 1782–1787. 6. Zemplén vármegye (második alkötet), Nyíregyháza,  2017. Collectanea Athanasiana, II. Textus/Fontes, vol. 9/6/B
- 10. Vavrinec Žeňuch: A Munkácsi Eparchia 1775-ben készített sematizmusa - Schematizmus Mukačevskej diecézy z roku 1775. Nyíregyháza, 2022. Collectanea Athanasiana, II. Textus/Fontes, vol. 10.
- 13. Baán István: Giovanni Giuseppe De Camillis görög misszionárius, és munkácsi püspök (1689-1706) levelei – Letters of Giovanni Giuseppe De Camillis, Greek Missionary, and Bishop of Munkács (1689-1706), Nyíregyháza,  2017. Collectanea Athanasiana, II. Textus/Fontes, vol. 13.
- 14/1. Palamasz Szent Gergely: A szent hészükhaszták védelmében. Fordította és jegyzetekkel ellátta: Baán István, Nyíregyháza,  2016. Collectanea Athanasiana, II. Textus/Fontes, vol. 14/1.
- 14/2. Palamasz Szent Gergely: A lelki életről és az átistenülésről Görög nyelvből fordította, jegyzetekkel ellátta, a bevezetést írta Baán István, Nyíregyháza,  2021. Collectanea Athanasiana, II. Textus/Fontes, vol. 14/2.
- 15. Anafórák. A keleti egyházak eucharisztikus imádságai. Baán István (szerk.), Nyíregyháza, 2022. Collectanea Athanasiana, II. Textus/Fontes, vol. 15.
- 16. Misztagógia. A bizánci liturgia kommentárjai. Baán István (szerk.), Nyíregyháza, 2023. Collectanea Athanasiana, II. Textus/Fontes, vol. 16.

### A Manualia alsorozatban
1. Szabó Péter: A keleti egyházak szentségi joga. Összehasonlító bemutatás. Nyíregyháza 2012, Collectanea Athanasiana, III. Manualia vol. 1.

### A Varia alsorozatban
1. Véghseő Tamás: Görögkatolikus papok történeti névtára. 1. kötet: A Hajdúdorogi Egyházmegyében és a Miskolci Apostoli Exarchátusban szolgált, 1850-1950 között szentel papok, Nyíregyháza 2015, Collectanea Athanasiana, V. Varia, vol. 1/1
2. Ivancsó István: A magyar görögkatolikus papság szentelési emlékképeinek gyűjteménye (1914-2007), Nyíregyháza, 2016. Collectanea Athanasiana, V. Varia, vol. 2.
3. Boda Attila - Szögi László: Az ungvári görögkatolikus szeminárium növendékei, 1778-1852, Budapest-Nyíregyháza, 2023, Collectanea Athanasiana, V. Varia, vol. 3. Felsőoktatástörténeti kiadványok, Új sorozat, 28.

### Az Ars Sacra byzantino-carpathiensis alsorozatban
1. Terdik Szilveszter: Görögkatolikus püspöki központok Magyarországon a 18. században. Művészet és reprezentáció, Nyíregyháza 2014. 320 p. Collectanea Athanasiana, VI. Ars Sacra byzantino-carpathiensis, vol. 1.
2. Terdik Szilveszter: A Munkácsi Egyházmegye festészete a XIX. században. Nyíregyháza 2020. Collectanea Athanasiana VI. Ars Sacra Byzantino-Carpathiensis vol. 2.
3. Terdik Szilveszter:  Roskovics Ignác festőművész. Egy elfeledett életmű. Nyíregyháza 2022. Collectanea Athanasiana, VI. Ars Sacra byzantino-carpathiensis, vol. 3.
4. Terdik Szilveszter: Petrasovszky Manó. Egy görögkatolikus festősors a 20. században. Nyíregyháza 2022. Collectanea Athanasiana. VI. Ars Sacra byzantino-carpathiensis, vol. 4.
5. Terdik Szilveszter: A magyarorszagi görögkatolikusok és a képzőművészet. Nyíregyháza 202. Collectanea Athanasiana. VI. Ars Sacra byzantino-carpathiensis, vol. 5

## Könyvészeti jellemzői
A sorozat kötetei B/5-ös méretűek, keménytáblás borítóval, Holmen Book papírra nyomott cérnakötéses belívvel. A sorozat borítóját Pamuk Lóránt tervezte. A borítón szereplő Szent Atanáz-ikon Kisléghi Nagy Ádám műve, mely a Szent Atanáz Görögkatolikus Hittudományi Főiskola Szent Atanáz-termében (díszterem) található.
2014 augusztusától a sorozat új borítóval jelenik meg, melyet Gál Edina tervezett. 2022-ben a sorozat borítója ismét megújult: a Studia alsorozat 13. kötetétől kezdve az új kötetek az ifj. Janka György által megtervezett borítóval jelennek meg. A 2014-ben induló Ars Sacra byzantino-carpathiensis alsorozat formátuma változó.